# Borinda
Borinda is een geslacht uit de grassenfamilie (Poaceae). De soorten van dit geslacht komen voor in Tibet, Nepal en Bhutan.

## Soorten (selectie)
Van het geslacht zijn onder meer de volgende soorten bekend:
- Borinda albocerea
- Borinda edulis
- Borinda extensa
- Borinda fansipanensis
- Borinda farcta
- Borinda glabrifolia
- Borinda grossa
- Borinda hsuehiana
- Borinda ushuiensis
- Borinda macclureana
- Borinda papyrifera
- Borinda perlonga